# Krzysztof Mądel
Krzysztof Mądel SJ, né en 1966, est un homme d'Église polonais, philosophe, illustrateur, chroniqueur et blogueur. Il traite notamment dans ses publications de l'éthique du marché et de la démocratie.

## Biographie
Le père Krzysztof Mądel SJ a fait des études de philosophie à Cracovie, de théologie à Varsovie et de théologie morale à l'Université pontificale grégorienne de Rome.
Devenu jésuite, il a été directeur du centre Centrum Kultury i Dialogu de l'Académie "Ignatianum" de Cracovie et expert au Centre Mirosław Dzielski de Cracovie.
Il s'est exprimé notamment pour l'abandon du culte des reliques et contre les positions officielles de l'Église  ainsi que sur la conception in vitro, s'opposant fortement à l'expert officiel de l’Épiscopat polonais, le professeur Franciszek Longchamps de Berrier (pl).
Il a ensuite été muté comme vicaire dans la paroisse du Saint-Esprit de Nowy Sącz.
En août 2013, à la suite de diverses prises de positions publiques en opposition avec celles de l'épiscopat, il est sommé de ne plus s'exprimer dans les médias et sur les réseaux sociaux,. Ses accusations de harcèlement durant son enfance par son conseiller spirituel font l'objet d'une polémique et certains de ses contradicteurs lui demandent de suivre un traitement psychologique, voire psychiatrique avant d'envisager d'être de nouveau dans le giron de son ordre.